# Statsbegravning

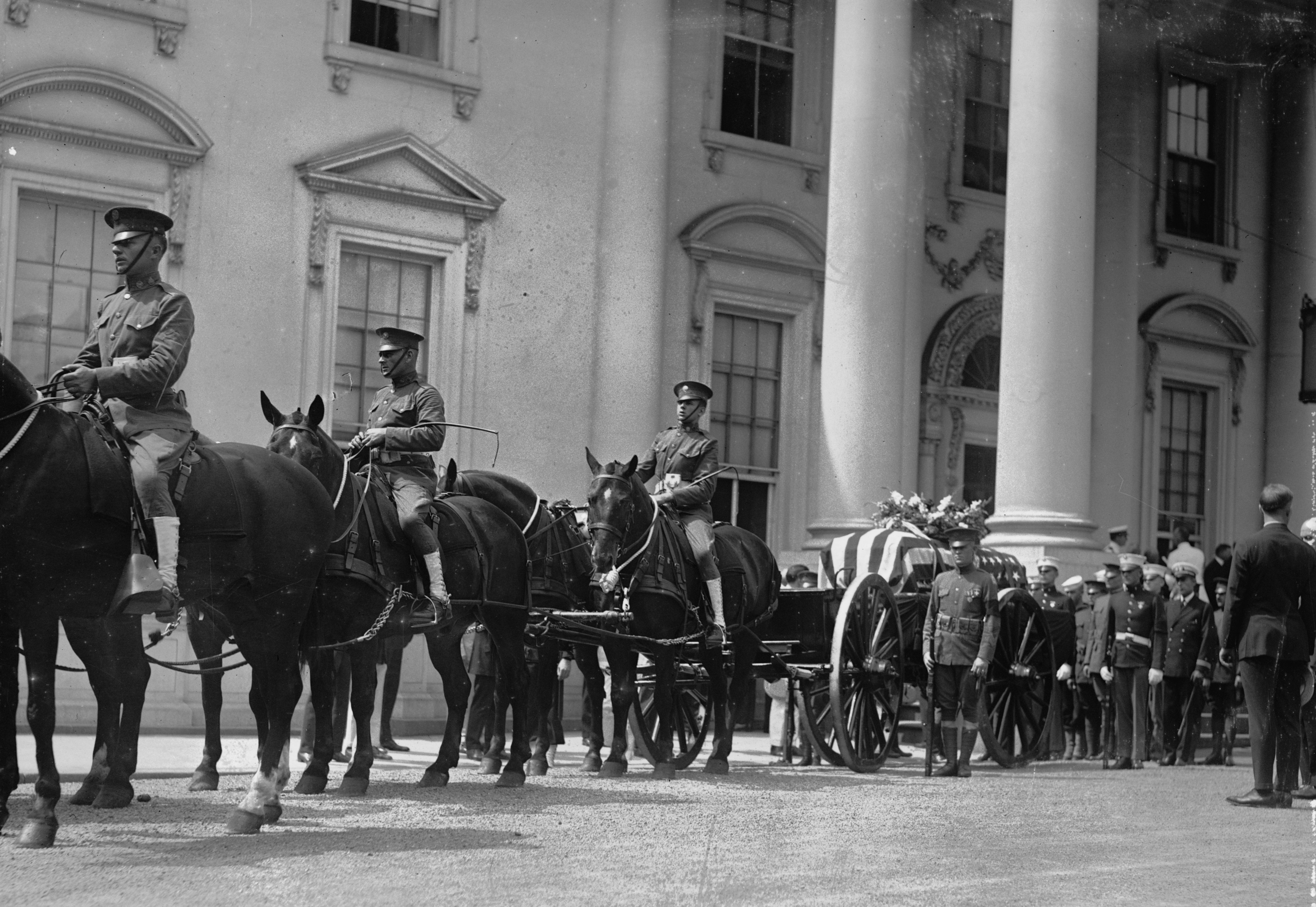
Foto från USA:s president Warren G. Hardings statsbegravning, 1923.

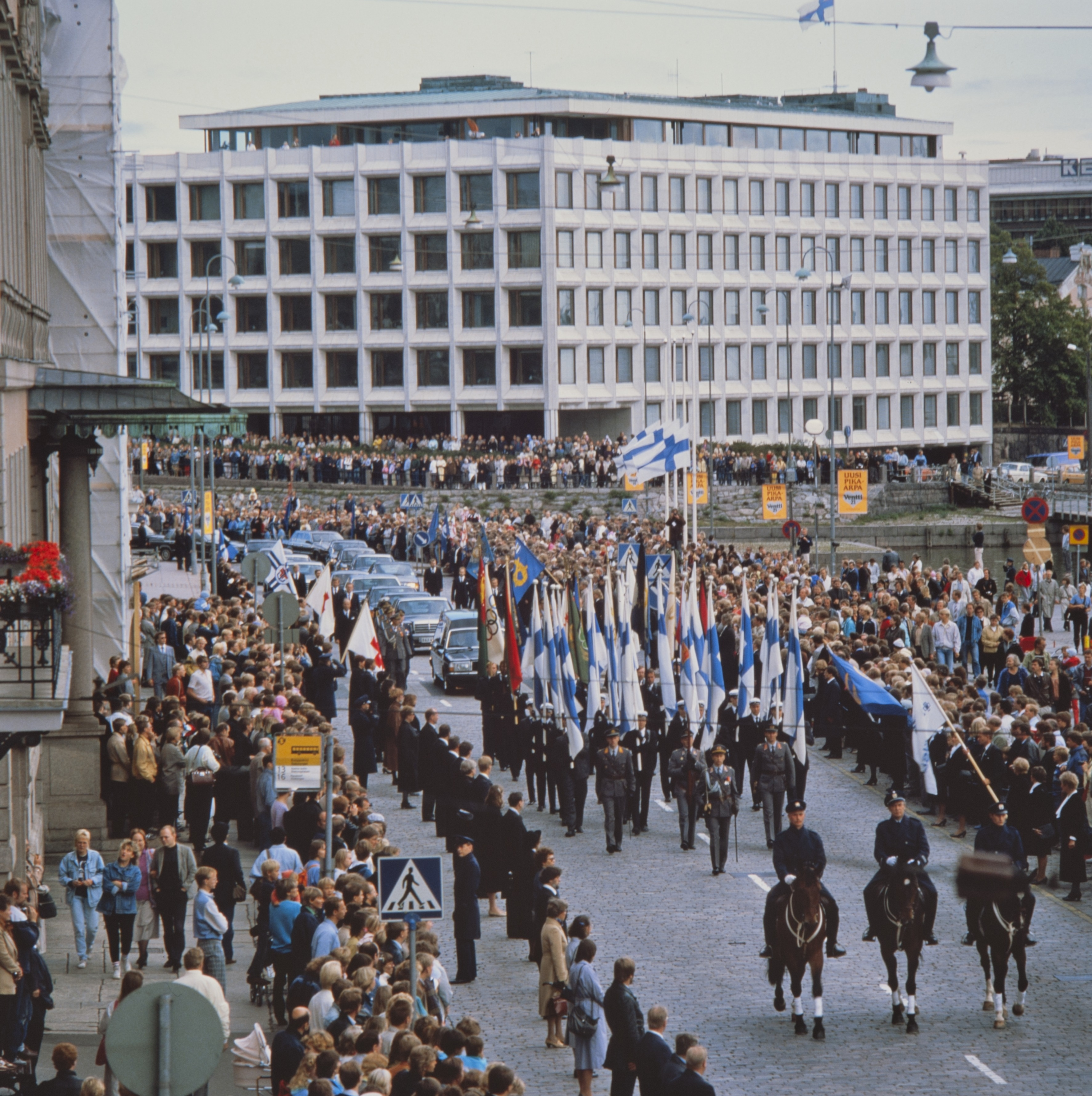
Bild från begravningskortegen under Republikens president Urho Kekkonens statsbegravning i Helsingfors, 1986.

En statsbegravning är en begravning som sker med officiell och offentlig hedersbevisning på statens bekostnad; det är alltså en form av statlig begravning, ofta i samband med landssorg. De som föräras en sådan har ofta gjort någonting betydelsefullt för landet i fråga eller hade ett högt ämbete, exempelvis statschef, regeringschef eller en medlem av ett regerande kungahus. Det finns en oskriven regel att statsbegravning inte utförs om den avlidnes familj inte vill det.
Begravningen genomförs i regel på ett sådant sätt att allmänheten kan följa den och även deltaga på något sätt, exempelvis genom att en kortege genom en stad eller att TV sänder begravningen.

## Sverige
I Sverige finns det inga författningsbestämmelser om statsbegravning. Av tradition har kungar och deras gemåler i Sverige erhållit statsbegravningar.
Förenta nationernas generalsekreterare Dag Hammarskjöld är ett exempel på en icke-kunglig person som förärats statsbegravning i Sverige. Statsminister Olof Palmes begravning 1986 arrangerades av Sveriges socialdemokratiska arbetareparti och var ingen egentlig statsbegravning i ordets mening, även om den rent skalmässigt motsvarade en sådan. Även  Nathan Söderbloms begravning 1931 och Astrid Lindgrens 2002 var av sådan omfattning att de i pressen liknades vid statsbegravningar. Prinsessan Lilian fick statsbegravning i mars 2013.

### Fotnoter
1. ↑  ”Prinsessan Lilians begravning inledd” (på svenska). Hallands nyheter. 16 mars 2019. http://www.hn.se/nyheter/halland/prinsessan-lilians-begravning-inledd-1.3099128. Läst 7 februari 2019.